# Slavko Pavletić
Slavko Pavletić (Zagreb, 15. travnja 1914. – Zagreb, 27. svibnja 1945.), hrvatski nogometni reprezentativac.

## Igračka karijera

### Klupska karijera
Slavko Pavletić počeo je nogometnu karijeru kao 17-ogodišnjak u zagrebačkom Meteoru, gdje je igrao sve do 1937., kada prelazi u Concordiju s kojom je osvojio prvenstvo države 1942. godine.

### Reprezentativna karijera
Za hrvatsku reprezentaciju odigrao je četiri utakmice i postigao dva pogotka, i to oba u svom prvom nastupu za reprezentaciju 28. rujna 1941. u Zagrebu protiv Slovačke (5:2).

## Pogubljenje
Nakon Drugog svjetskog rata dolaskom komunista na vlast, Slavko Pavletić je pogubljen bez suđenja. Nije poznat niti točan datum pogubljenja, niti je poznato gdje je pokopan.